# Дзукатикау
Дзукатикау (осет. Дзукъатыхъæу, груз. ძუკათა — Дзуката) — село в Закавказье, расположено в Ленингорском районе Южной Осетии, фактически контролирующей село; согласно юрисдикции Грузии — в Ахалгорском муниципалитете.

## География
Село находится на юге Ленингорского района к востоку от села Цинагар на границе с собственно Грузией и к северу от грузинского села Хурвалети, расположенного вне границ РЮО, но имеющего более 1/3 осетинского населения.

## Население
Село населено этническими осетинами. По данным 1959 года в селе жило 253 жителя.
 Родовое село осетинского рода — Дзукаевых/Джукаевых, дословно переводится как: «Село Дзукаевых».

## История
В период южноосетинского конфликта в 1992—2008 гг. село входило в состав западной части Ленингорского района РЮО, находившейся в зоне контроля РЮО, на границе с зоной контроля Грузии. После войны в августе 2008 года село осталось под контролем властей РЮО.

## Топографические карты
- Лист карты K-38-65 Ленингори. Масштаб: 1 : 100 000. Издание 1979 г.